# Douglas da Silva
Douglas da Silva (Florianópolis, 7 marzo 1984) è un ex calciatore brasiliano, di ruolo difensore.

## Palmarès

### Club

#### Competizioni nazionali
- Campionato israeliano: 1

Hapoel Tel Aviv: 2009-2010
- Coppa d'Israele: 2

Hapoel Tel Aviv: 2009-2010, 2010-2011
- Campionato austriaco: 1

Salisburgo: 2011-2012
- Coppa d'Austria: 1

Salisburgo: 2011-2012

#### Competizioni statali
- Copa Paraná: 1

Atlético Paranaense: 2003